# 陈谦 (足球运动员)
陈谦（1983年1月17日—），曾经是中国职业足球运动员，司职前锋。

## 俱乐部生涯
陈谦曾经代表由广州二队组成的香雪制药和日之泉队分别参加2003-2004赛季和2004-2005赛季香港甲组足球联赛。2005年租借到南华。2007年中甲联赛结束后，陈谦被广州队挂牌。由于没有找到下家，他选择告别职业赛场。